# Dianella caerulea
Dianella caerulea är en grästrädsväxtart som beskrevs av John Sims. Dianella caerulea ingår i släktet Dianella och familjen grästrädsväxter.

## Underarter
Arten delas in i följande underarter:
- D. c. aquilonia
- D. c. assera
- D. c. caerulea
- D. c. cinerascens
- D. c. petasmatodes
- D. c. producta
- D. c. protensa
- D. c. vannata

## Bildgalleri

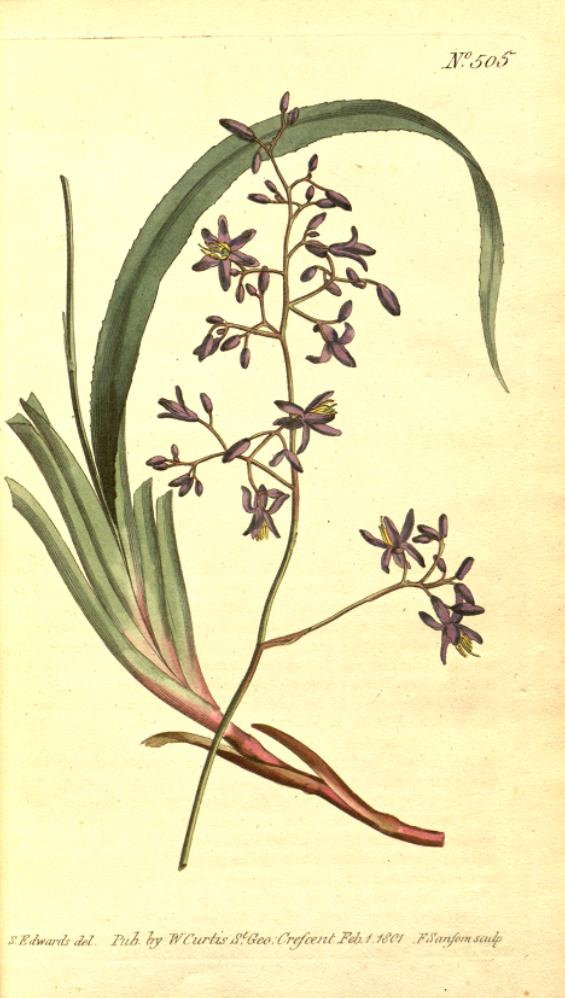
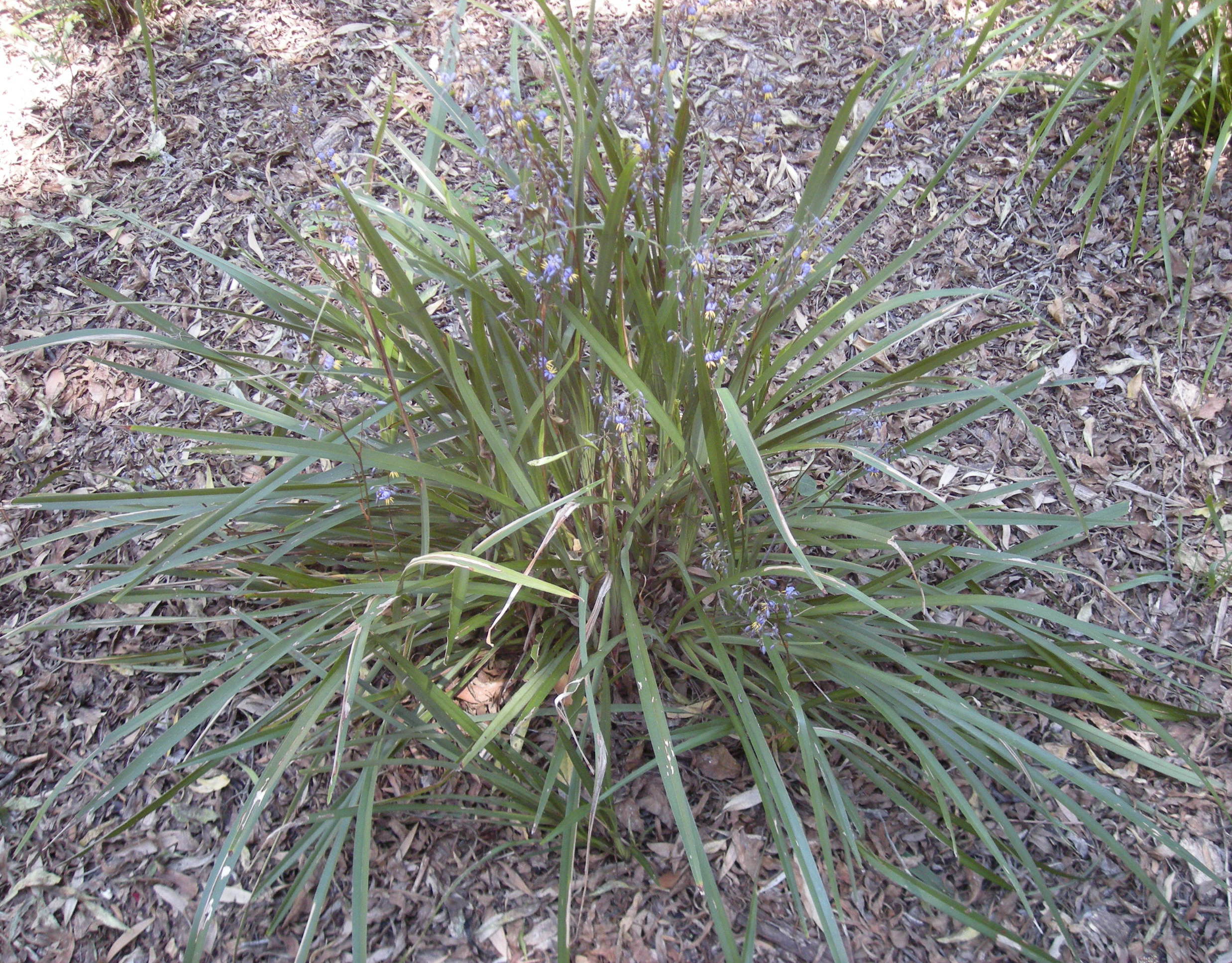
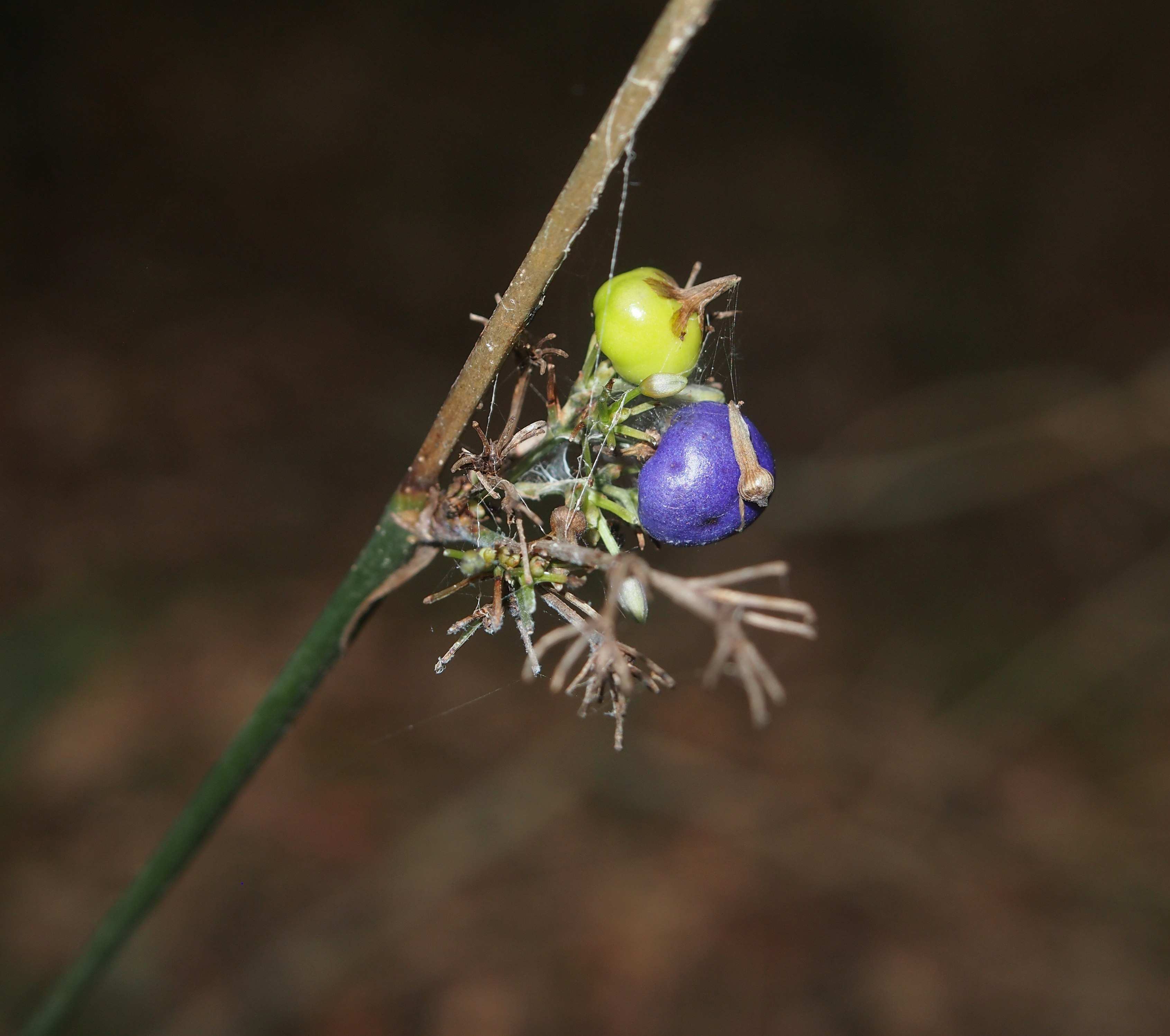
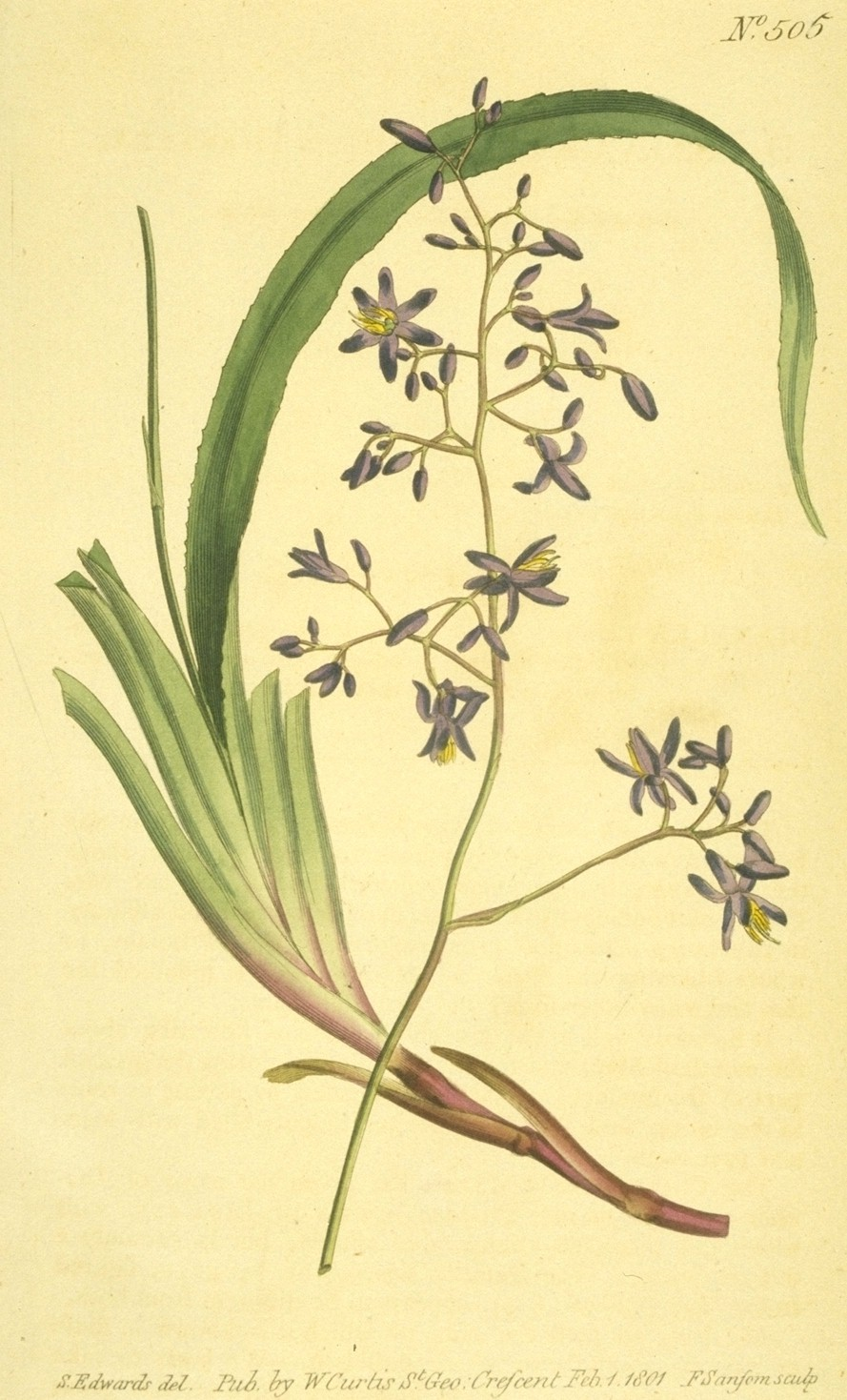